# Heusden (Limbourg)
Pour les articles homonymes, voir Heusden.
Heusden est une section de la commune belge de Heusden-Zolder située en Région flamande dans la province de Limbourg. C'était une commune à part entière avant la fusion des communes de 1977.
Le village est situé à 16 kilomètres au nord-ouest de Hasselt.

## Évolution démographique
Source : INS